# 重溫入黨誓詞
重溫入黨誓詞是中國共產黨黨員為體現忠於中共而舉行的重讀中國共產黨入黨誓詞的一種活動。中共十九大以后，中共中央總書記習近平帶領中央政治局常委來到中共一大會址紀念館重溫入黨誓詞。自中共自上而下推進不忘初心、牢記使命活動以來，中華人民共和國各地的中共基層黨組織紛紛開展中共黨員重溫入黨誓詞活動。

## 形式
黨員必須統一佩戴中共黨徽參加重溫入黨誓詞活動，領誓人會領讀：“同志們，請面向黨旗，保持肅立，舉起右拳，我們一起重溫入黨誓詞”，接著領讀入黨誓詞。隨後其他黨員跟著領誓人對著中共黨旗誦讀入黨誓詞。